# Amos (nome)
Amos  è un nome proprio di persona italiano maschile.

## Varianti in altre lingue
- Ebraico: עמוס (Amos)[1]
- Greco biblico: Αμως (Amos)[1]
- Inglese: Amos[1]
- Islandese: Amos
- Polacco: Amos
- Spagnolo: Amós
- Ungherese: Ámos

## Origine e diffusione
Deriva dal nome greco Ἀμώς (Amōs), latinizzato in Amos, tratto dall'ebraico עמוס (Amos). Il significato è indicato con "forte", "robusto", oppure con "portato [da Dio]".
In lingua inglese è usato sin dalla Riforma Protestante ed era popolare fra i Puritani, mentre in Italia è accentrato in Emilia-Romagna, Lombardia e Toscana.

## Onomastico
L'onomastico secondo il calendario cristiano è tradizionalmente festeggiato il 31 marzo in ricordo del profeta Amos della Bibbia.

## Persone
- Amos Adani, calciatore italiano

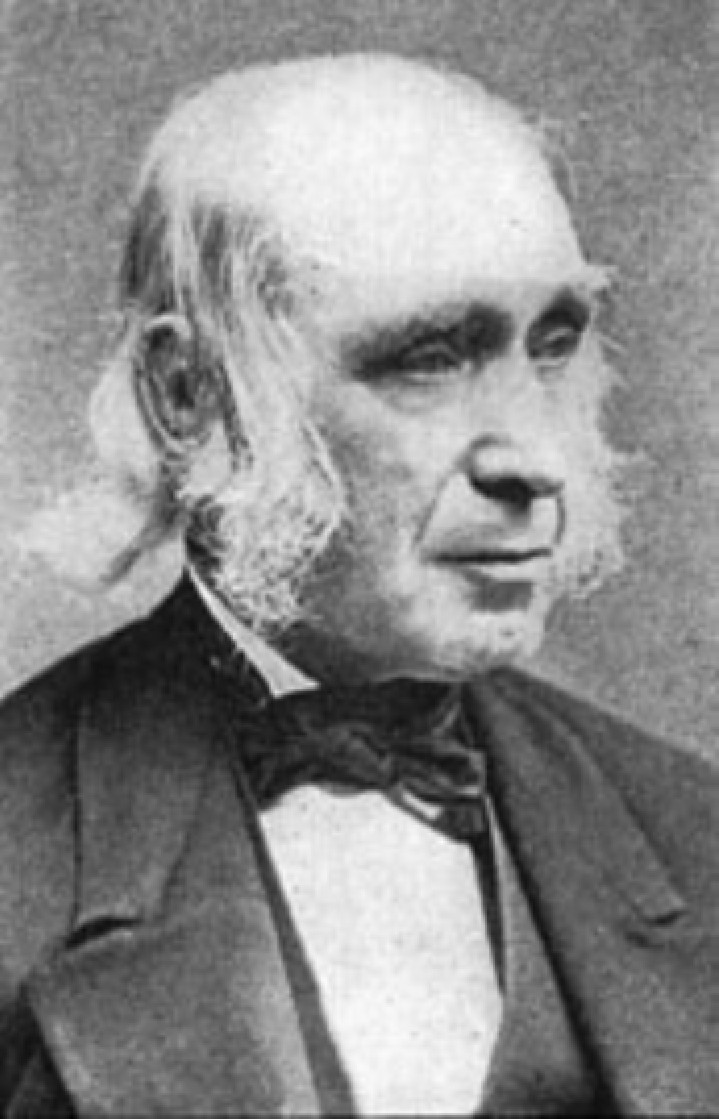
Amos Bronson Alcott

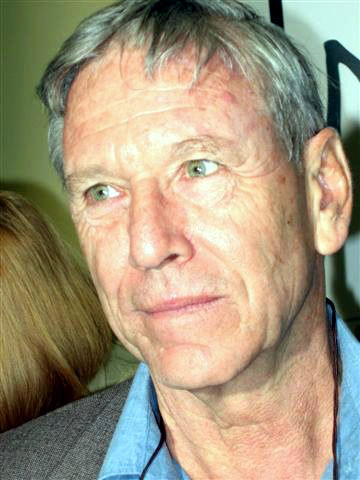
Amos Oz

- Amos Amaranti, chitarrista italiano
- Amos Benevelli, cestista italiano
- Amos Bernini, politico italiano
- Amos Biwott, atleta keniota
- Amos Bronson Alcott, educatore, insegnante e filosofo statunitense
- Amos Burn, scacchista inglese
- Amos Calderoni, operaio e partigiano italiano
- Amos Cardarelli, calciatore italiano
- Amos Cassioli, pittore italiano
- Amos Dolbear, fisico e inventore statunitense
- Amos Edallo, architetto, urbanista e scultore italiano
- Amos Gitai, regista, sceneggiatore, attore e architetto israeliano
- Amos Kendall, politico statunitense
- Johan Amos Komenskẏ, vero nome di Comenius, teologo e pedagogista ceco
- Amos Lee, cantautore e chitarrista statunitense
- Amos Luzzatto, scrittore, saggista e medico italiano
- Amos Mariani, allenatore di calcio e calciatore italiano
- Amos Meller, direttore d'orchestra e compositore israeliano
- Amos Ocari, ingegnere e patriota italiano
- Amos Oz, scrittore israeliano
- Amos Pampaloni, ufficiale italiano
- Amos Poe, regista, sceneggiatore e produttore cinematografico statunitense
- Amos Spiazzi, generale italiano
- Amos Tappan Akerman, politico statunitense
- Amos Tutuola, scrittore nigeriano
- Amos Tversky, psicologo israeliano

## Il nome nelle arti
- Amos & Andrew è un film del 1993 diretto da E. Max Frye.
- Amos Fortune è un personaggio dei fumetti DC Comics.
- Amos Kane è un personaggio del romanzo di Rick Riordan The Kane Chronicles.
- Amos Tupper è un personaggio della serie televisiva La signora in giallo.